# Gevlekt raspspinnetje
Het gevlekt raspspinnetje (Crustulina guttata) is een spinnensoort in de taxonomische indeling van de kogelspinnen (Theridiidae).
Het dier behoort tot het geslacht Crustulina. De wetenschappelijke naam van de soort werd voor het eerst geldig gepubliceerd in 1834 door Wider.